# Sweetness
Sweetness jest piosenką i singlem Jimmy Eat World. Została wydana w 2001 roku na albumie Bleed American. Jako singel została wydana w roku 2002. Piosenka znalazła się również na sountracku do gry NHL 2003 firmy EA Sports.

## Lista utworów

### UK CD1
1. Sweetness (wersja studyjna) (3:40)
2. Blister (live) (5:52)
3. Your New Aesthetic (live) (2:46)

### UK CD2
1. Sweetness
2. A Praise Chorus (live) (4:05)
3. Lucky Denver Mint (live) (3:11)
4. Sweetness (video)

Utwory live zostały nagrane w La Scala w Londynie 10 listopada 2001.